# Ghostlights
Ghostlights — седьмой полноформатный альбом проекта Тобиаса Заммета Avantasia, выпущенный 29 января 2016 года. Сюжет альбома завершает историю, рассказанную на The Mystery of Time. В записи вокальных партий вновь приняли участие Михаэль Киске, Ронни Аткинс, Боб Кэтли. Кроме того, были приглашены Йорн Ланде, Ди Снайдер, Джефф Тейт, Марко Хиетала и многие другие. Обложку альбома создал Томас Эверхард, уже работавший над оформлением предыдущих альбомов.
Сингл Mystery of a Blood Red Rose, выпущенный 11 декабря 2015 года, был заявлен кандидатом от Германии в конкурсе Евровидение-2016, но занял только третье место при отборе.

## Список композиций
Слова и музыка всех песен — Тобиас Заммет.
| №   | Название                              | Приглашенные вокалисты                  | Длительность |
| --- | ------------------------------------- | --------------------------------------- | ------------ |
| 1.  | «Mystery of a Blood Red Rose»         |                                         | 3:51         |
| 2.  | «Let the Storm Descend upon You»      | Йорн Ланде, Ронни Аткинс, Роберт Мейсон | 12:09        |
| 3.  | «The Haunting»                        | Ди Снайдер                              | 4:42         |
| 4.  | «Seduction of Decay»                  | Джефф Тейт                              | 7:18         |
| 5.  | «Ghostlights»                         | Михаэль Киске                           | 5:43         |
| 6.  | «Draconian Love»                      | Герби Лэнханс                           | 4:58         |
| 7.  | «Master of the Pendulum»              | Марко Хиетала                           | 5:01         |
| 8.  | «Isle of Evermore»                    | Шарон ден Адель                         | 4:28         |
| 9.  | «Babylon Vampyres»                    | Роберт Мейсон                           | 7:09         |
| 10. | «Lucifer»                             | Йорн Ланде                              | 3:48         |
| 11. | «Unchain the Light»                   | Аткинс, Киске                           | 5:03         |
| 12. | «A Restless Heart and Obsidian Skies» | Боб Кэтли                               | 5:53         |

## Чарты
| Chart (2016)                                  | Высшая позиция |
| --------------------------------------------- | -------------- |
| Австрия (Ö3 Austria)                          | 10             |
| Бельгия/Фландрия (Ultratop)                   | 44             |
| Бельгия/Валлония (Ultratop)                   | 70             |
| Канада (Canadian Albums Chart)                | 6              |
| Чехия (ČNS IFPI)                              | 2              |
| Нидерланды (Album Top 100)                    | 48             |
| Финляндия (Suomen virallinen lista)           | 11             |
| Франция (SNEP)                                | 68             |
| Германия (Offizielle Top 100)                 | 2              |
| Greek Albums (IFPI)                           | 32             |
| Венгрия (MAHASZ)                              | 18             |
| Италия (Classifica album)                     | 33             |
| Norwegian Albums (VG-lista)                   | 17             |
| Испания (PROMUSICAE)                          | 19             |
| Швеция (Sverigetopplistan)                    | 7              |
| Швейцария (Schweizer Hitparade)               | 8              |
| Великобритания (UK Albums Chart)              | 53             |
| Великобритания (UK Rock & Metal Albums Chart) | 3              |
| США (Billboard 200)                           | 101            |
| США (Billboard Top Heatseekers Albums)        | 2              |

## Участники
- Тобиас Заммет — вокал, доп. клавишные и бас-гитара
- Саша Паэт — соло-гитара (на 1, 3-8, 9, 11), ритм-гитара, бас-гитара, доп. клавишные, сведение
- Михаэль Роденберг — оркестровки, клавишные, мастеринг
- Феликс Бонке — ударные

### Приглашённые гитаристы
- Брюс Кулик (Grand Funk Railroad, экс-Kiss) — соло-гитара на 9-10, 12
- Оливер Хартманн (экс-At Vance) — соло-гитара на 2, 5, 9, 11

### Приглашённые вокалисты
- Йорн Ланде (экс-Masterplan, экс-ARK)
- Михаэль Киске (Unisonic, экс-Helloween)
- Ди Снайдер (Twisted Sister)
- Джефф Тейт (Operation: Mindcrime, экс-Queensrÿche)
- Марко Хиетала (Nightwish, Tarot)
- Шарон ден Адель (Within Temptation)
- Боб Кэтли (Magnum)
- Ронни Аткинс (Pretty Maids)
- Роберт Мейсон (Warrant, экс-Lynch Mob)
- Герби Лэнханс (Sinbreed, Beyond the Bridge, экс-Seventh Avenue)